# Capri Leone
Capri Leone (Crapi in siciliano) è un comune italiano di 4 385 abitanti della città metropolitana di Messina in Sicilia.

## Geografia fisica

### Territorio
Capri Leone fa parte dell'area dei Nebrodi, la parte centrale della catena orografica settentrionale della Sicilia, che si estende per circa 70 chilometri in direzione est-ovest; la catena montuosa unitamente ai Peloritani a est e alle Madonie a ovest costituisce l'Appennino siculo. 
Il centro collinare è collocato a 400 m s.l.m. e ciò permette di godere di un panorama dal quale si possono ammirare tre delle sette Isole Eolie (Salina, Alicudi e Filicudi).
Dal piccolo borgo, arroccato tra le colline, si può scorgere l'agglomerato urbano della popolosa frazione Rocca, nella parte pianeggiante del territorio comunale.

## Origini del nome
Il nome del paese ha subito varie trasformazioni: originariamente si riscontra il termine “Duae Crapiae”, poi “Crapisusu”, “Castel di Capri”, poi “Capri” e, infine “Capri Leone”, anche se nella popolazione attuale permane la denominazione di “Crapi”.
Si ritiene che in origine il toponimo possa riferirsi al termine greco Κάπρος, con il significato di “cinghiale”, animale la cui presenza nel territorio è attestata da molte monete. Questa tesi è confermata dall'esistenza nella zona, in epoca romana, di una città chiamata “Solusapre”, che significa “terra del cinghiale”.
Prendendo in considerazione la derivazione del nome dal latino “Capris”, l'etimo potrebbe avere il significato di “luogo abitato da capre e caprioli”. Il nome potrebbe anche avere origine da “capriata”, ossia miscuglio di vari vini. Ciò perché nella zona vi erano degli estesi vigneti da cui si ricavavano diverse varietà di vini. Va anche preso in considerazione il vocabolo “crapula”, che identifica una resina che mescolata al vino provoca una particolare ebbrezza.
Nella metà del XVIII secolo si rinviene l'attuale termine Capri persistente fino al 13 novembre 1862. Da questa data il paese assunse il nome di Capri Leone. S'ipotizza che il secondo termine sia stato aggiunto per qualificare il coraggio degli abitanti di Capri avendo gli stessi partecipato alla lotta con i garibaldini durante la conquista della Sicilia; altra ipotesi riguarderebbe la "guardia Nazionale, capitanata da Crimi Giuseppe", che diede prova di grande coraggio durante i disordini nella vicina Mirto. Si presume infine che il nome "Leone" si riferisca alla quattrocentesca fontana posta nella piazzetta principale del paese, raffigurante appunto un leone accovacciato.

## Storia
“Crapi” appare citato per la prima volta nel periodo normanno-svevo.
Del periodo greco a Capri Leone non rimane nulla.
Maggiori informazioni ci giungono dal periodo romano. Dalla Tabula Peutingeriana, che ci informa della viabilità del IV secolo d.C., si nota infatti come la via Valeria passasse proprio nei pressi dell'attuale abitato di Rocca di Capri Leone. Altri segni della presenza romana si riscontrano in una villa di epoca tardo imperiale, tra Capri Leone e Mirto; e la località Pietra di Roma si troverebbe tra Rocca e Torrenova.

### Periodo bizantino
Sul finire del VI secolo avvenne un'incisiva bizantinizzazione della zona tra i torrenti Zappulla e Rosmarino con il comandante bizantino Giorgio Maniace; in questo periodo venne fondata la leggendaria Demenna, probabilmente l'attuale San Marco d'Alunzio. In questo periodo sorsero piccoli agglomerati urbani, costituiti dalle popolazioni che dalla riva si spostavano nell'entroterra spinti dalle successive incursioni arabe. Per la difesa della città si formarono tanti “casali”, un insieme di edifici rurali come Crapijusu e Pietra di Roma lungo la costa e Crapisusu, Mirto, Belmonte, Frazzanò, ecc. all'interno.

### Periodo arabo
Il Val Demone, tra i tre Valli siciliani (gli altri, Val di Mazara e di Noto) fu quello che meno subì l'ondata di incursioni saracene, anche la zona fu ugualmente interessata dai cambiamenti sorti a seguito dell'invasione musulmana. Per quanto riguarda Capri Leone nel periodo arabo, si sa poco. Tra le opere di fortificazione e di avvistamento sorte nella zona una sembra si trovasse nel piccolo paese, in posizione strategica di fronte al mar Tirreno ma di essa si ha solo il ricordo.

### Dall'XI secolo
La prima fonte scritta che indica il nome di "Crapi" risale alla fine dell'XI secolo. Il Pirri riporta nella sua Sicilia Sacra il termine duae Crapiae.
Il 4 luglio 1299 avvenne la battaglia tra Federico III e Giovanni II d'Aragona; la flotta siciliana sotto il comando del primo combatté contro l'aragonese; pare che il campo di battaglia fosse proprio in prossimità del torrente Zappulla, in località allora, di Crapijusu. Dal 1282 al 1342 Crapisusu fu territorio della famiglia Alojsio, Baroni del Regio Demanio, di origine francese. Dal 1342 al 1377, unitamente a Mirto, Frazzanò e S. Marco, passò agli Aragona, nobile famiglia messinese, per poi passare alla famiglia Filangeri. In seguito Capri, con Mirto e Fitalia, appartennero al signore di San Fratello Angellotto di Larcan.

### Dal XV secolo
A metà del XV secolo riapparve la famiglia Filangeri con Riccardo, il primo della casata a fregiarsi del titolo di conte e ad avere l'investitura del Casale di Mirto, Crapi e Frazzanò. Si susseguirono le casate dei Balsamo, nuovamente i Filangeri, i Branciforti Maniaci, i Cardona e ancora i Filangeri.

### Simboli
Lo stemma si presenta partito: nel primo di rosso, alla croce d'argento, caricata di sette campane; nel secondo un leone passante davanti a una sorgente al naturale; il tutto abbassato sotto un capo d'argento, alla croce di rosso. Il gonfalone è un drappo di color rosso porpora.

## Monumenti e luoghi d'interesse

### Architetture religiose
- Chiesa di San Costantino: del XVII secolo, è a unica navata. Il pavimento dell'altare è in ceramica del Settecento siciliano.

Nel frontale, sopra l'altare, è posto un quadro di 5 per 3,5 m raffigurante il battesimo romano di san Costantino. Tale pala d'altare è seicentesca, in olio su tela, di autore ignoto; raffigura l'imperatore genuflesso pronto a ricevere il battesimo da papa Silvestro. In alto la SS. Trinità, ai lati di un globo, assiste alla scena cui prendono parte prelati e uomini di corte. Nel 1989 la Soprintendenza ha attuato un restauro conservativo.
Negli altari laterali due tele del 1720 rappresentanti l'Immacolata e la deposizione dalla Croce. Entrambe in olio su tela, furono commissionate da un sacerdote locale, Petrus Etta.
Vi si trova anche una statua in gesso raffigurante il patrono san Costantino seduto sul trono tenuto da quattro angeli e una del XVIII secolo, in legno,  raffigurante l'Immacolata.
- Chiesa Maria Santissima Annunziata: fu fondata da un certo Pirroccio, nobile facoltoso di Capri, “che alla sua morte lasciò tutti i suoi beni a questa chiesa, rimase per 27 anni chiusa, perché cadente; fino a che nel 1903, per volontario contributo popolare, venne riedificata.” (Nicotra)

Alcuni datano la chiesa al XIV secolo, altri al XVI. Molto più probabile è datare il suo svettante campanile al XV secolo.
Dopo 34 anni di totale abbandono il 2012 è stato l'anno della riapertura e Consacrazione della stessa.
Al suo interno, purtroppo, non è possibile più ammirare la ricchezza del patrimonio artistico che fu di questa Chiesa; tele e sculture sono state trafugate da ignoti negli anni ottanta dello scorso secolo. L'altare maggiore, in marmo rosso, accoglie la bellissima statua della B.V. Annunziata di Antonello Gagini, di 155 cm, dal viso dolcissimo e dai lineamenti così delicati che viene spontaneo chiedersi come possa essere stata scolpita nel gelido marmo. L'opera fu commissionata ad Antonello Gagini tramite un genovese. L'opera si colloca verso il 1533-34 e, probabilmente, fu una delle ultime opere dello scultore poiché morì nel 1536. Antonello fu l'artista di maggiore levatura del Cinquecento in Sicilia. Nacque nel 1478 a Palermo, da Domenico, che pare fosse stato allievo del Brunelleschi.
Vi è una leggenda, del Rizzo, che narra la vicenda che lega la preziosa statua di marmo della madonna Annunziata a questa chiesa. “Questa statua in marmo bianco era stata commissionata al vicino comune di Mirto, era arrivata a Zappulla ed il suo trasporto veniva effettuato per mezzo di buoi che trainavano il carro dove era posta la statua. Il carro, però giunto nel luogo dove ora sorge la chiesa, non si mosse più. Fu chiaro allora il volere manifestato dalla Madonna di fare erigere una chiesa proprio in quel posto”.
“Si pensò di costruire la chiesa in quel sito, ma succedeva uno strano fenomeno; tutte le volte che si arrivava ad una certa altezza di fabbricazione, la costruzione inspiegabilmente crollava. Il costruttore era disperato perché non si rendeva conto di cosa non funzionasse. Mentre era intento a studiare sulla carta un progetto nuovo, pare che un calabrone dai mirabili colori entrasse nello studio e, posatosi su d'un foglio di carta, seguisse un tracciato per varie volte, il costruttore lo ripeté con la matita e ne uscì la pianta della chiesa, che dal momento della costruzione non cadde più.”
In questa chiesa si poteva ammirare un quadro di Giuseppe Tomasi da Tortorici, raffigurante la Madonna dell'Itria (350x220 cm), oggi trafugato da ignoti, insieme ad altri dipinti.
- Chiesa di Sant'Antonio Abate: piccola chiesa collocata nella zona alta del paese, al suo interno si trova la statua lignea del Santo Abate.

Altre chiese
- Chiesa Maria Santissima del Tindari, XX secolo, sorta per il volere di don Achille Passalacqua.
- Santuario del Tindari, costruito alla fine degli anni cinquanta del Novecento su uno sperone roccioso che era servito da postazione bellica durante l'ultimo conflitto mondiale.
- Chiesa Nostra Signora di Czestochowa, XX secolo, in piazza Gepy Faranda, moderna costruzione con all'interno l'immagine della Madonna firmata da san Giovanni Paolo II.
- Chiesa Maria Santissima del Rosario, XX secolo, conserva al suo interno un imponente trittico ligneo raffigurante la Madonna del Rosario con il Bambino e i santi Caterina e Domenico.

### Architetture civili
- Palazzo Cupane: residenza baronale in ottimo stato di conservazione, edificata nella metà del XIX secolo e dal 1989 vincolato dalla soprintendenza dei beni culturali.

### Altro
- Piazza dei Leoni: affianca la principale piazza Vittorio Emanuele III. In essa vi sono due leoni dai quali sgorgano limpidissimi getti d'acqua. Il primo sgorga da un leone in cemento del 1910; il secondo da una leonessa in marmo rosso di San Marco ed è di epoca più remota, forse del XV secolo.
- Fontane: fontana dei Leoni, in prossimità della centrale piazza Vittorio Emanuele III; u canaleddu, Paiària e a Funtana di Crapi, nella parte bassa del paese.
- Parco Urbano "Peppino Grasso": inaugurato il 26 giugno 2010, è intitolato alla memoria del cavaliere Peppino Grasso, che ha ricoperto la carica di primo cittadino di Capri Leone, per quasi quarant'anni, ininterrottamente dal 24 luglio 1962 al 5 marzo 2001 e promotore del progetto di realizzazione di questo parco sin dal 1990.

## Società

### Evoluzione demografica
Abitanti censiti

### Tradizioni e folclore

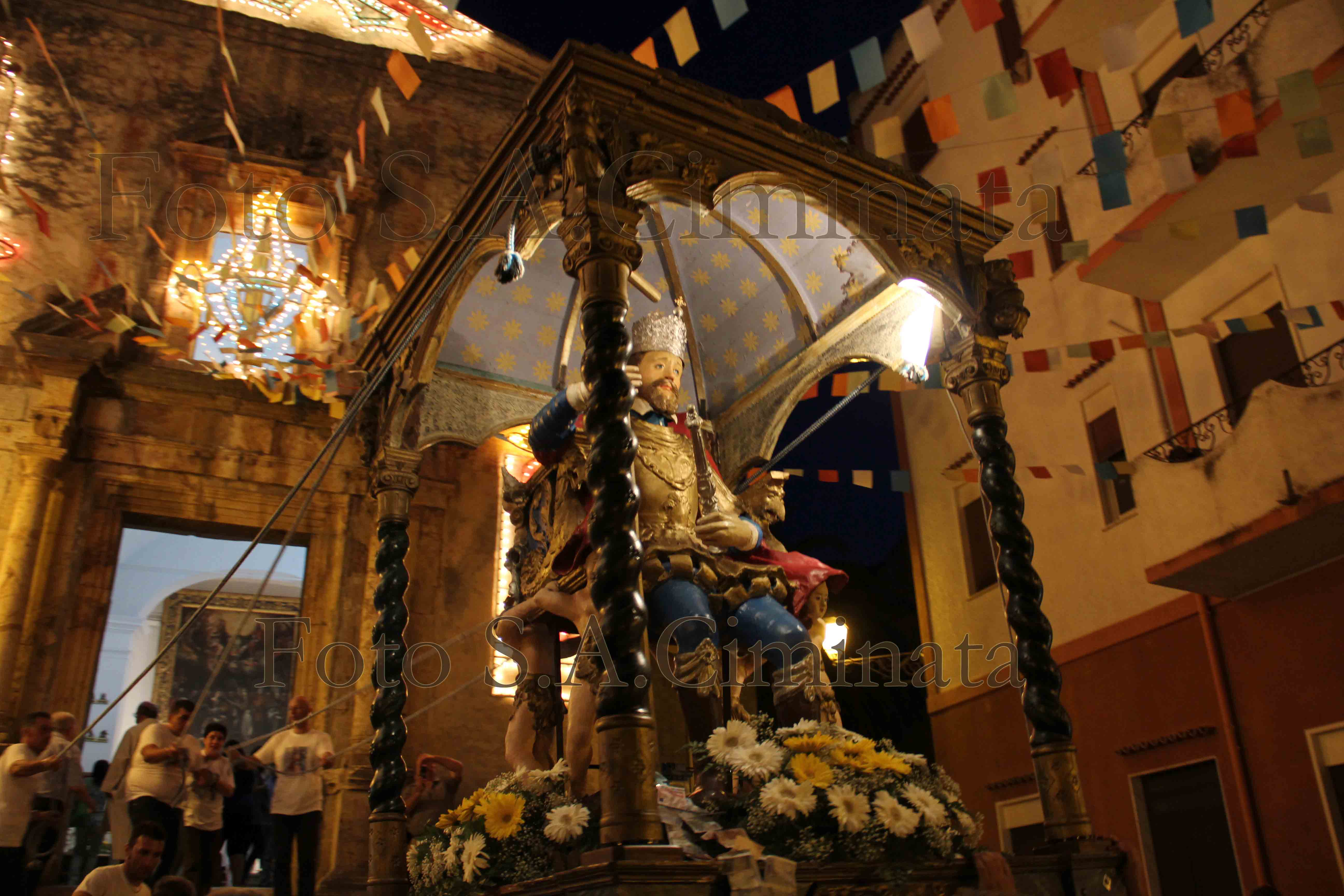
Processione di S. Costantino

Capri Leone è l'unico paese siciliano che venera San Costantino Imperatore come santo patrono e protettore.
Ogni anno, nell'ultimo sabato di luglio, i cittadini di Capri Leone si uniscono attorno al loro santo patrono per vivere momenti di fede e di fraternità. Si tratta dell'unico culto patronale in terra siciliana reso all'imperatore.
Una delle figure più importanti della storia; un grande rivoluzionario, l'imperatore, che vide nel Cristianesimo un elemento di coesione del mondo romano e non un elemento disgregante. Alla vigilia della battaglia di Ponte Milvio, per il potere su Roma, il segno della croce e la frase premonitrice “in hoc signo vinces” consegnano all'imperatore l'eredità della storia. In virtù di questa vittoria cristiana, in seguito, pose fine alle persecuzioni nei confronti dei cristiani e con l'Editto di Milano del 313 riconobbe il Cristianesimo come religione legale dell'Impero romano. Proprio l'Editto di Milano del 313 viene ricordato quest'anno poiché ricorre infatti il suo XVII centenario dall'emanazione, proclamando così il 2013 “Anno Costantiniano”. Anche Capri Leone ha dato vita a una serie di eventi costantiniani.

## Geografia antropica

### Suddivisioni amministrative
Capri Leone si estende nella parte collinare; mentre nella parte pianeggiante si trova la popolosa frazione di Rocca di Capri Leone, di recente costruzione. Gli abitanti del comune di Capri Leone si chiamano caprileonesi, ma in siciliano quelli che abitano a Capri Leone vengono detti crapitani; quelli di Rocca, invece, ruccoti.

## Infrastrutture e trasporti
Il Comune è interessato dalle seguenti direttrici stradali:
- strada statale 113 Settentrionale Sicula
- Strada Provinciale 156
- Strada Provinciale 157
- Strada Provinciale 158

## Amministrazione
Di seguito è presentata una tabella relativa alle amministrazioni che si sono succedute in questo comune.
| Periodo          | Periodo        | Primo cittadino           | Partito                       | Carica  | Note  |
| ---------------- | -------------- | ------------------------- | ----------------------------- | ------- | ----- |
| 22 aprile 1988   | 22 maggio 1990 | Giuseppe Grasso           | Democrazia Cristiana          | Sindaco | [ 9 ] |
| 22 maggio 1990   | 15 giugno 1994 | Giuseppe Grasso           | Democrazia Cristiana          | Sindaco | [ 9 ] |
| 15 giugno 1994   | 25 maggio 1998 | Giuseppe Grasso           | Partito Popolare Italiano     | Sindaco | [ 9 ] |
| 25 maggio 1998   | 5 marzo 2001   | Giuseppe Grasso           | lista civica                  | Sindaco | [ 9 ] |
| 27 novembre 2001 | 29 luglio 2005 | Giuseppe Musarra          | lista civica                  | Sindaco | [ 9 ] |
| 29 luglio 2005   | 15 maggio 2007 | Bernardette Felice Grasso | lista civica di centro-destra | Sindaco | [ 9 ] |
| 15 maggio 2007   | 9 maggio 2012  | Bernardette Felice Grasso | lista civica di centro-destra | Sindaco | [ 9 ] |
| 9 maggio 2012    | 12 giugno 2017 | Bernardette Felice Grasso | lista civica di centro-destra | Sindaco | [ 9 ] |
| 12 giugno 2017   | 12 giugno 2022 | Filippo Borrello          | lista civica                  | Sindaco | [ 9 ] |
| 12 giugno 2022   | ‘’in carica’’  | Bernardette Felice Grasso | lista civica di centro-destra | Sindaco | [ 9 ] |

### Altre informazioni amministrative
Il comune di Capri Leone fa parte delle seguenti organizzazioni sovracomunali: regione agraria n.8  (Colline litoranee di Patti).